# Coryne muscoides
Coryne muscoides is een hydroïdpoliep uit de familie Corynidae. De wetenschappelijke naam is gepubliceerd in 1761 door Linnaeus. 

## Beschrijving
Coryne muscoides komt voor in de noordoostelijke Atlantische Oceaan en de Middellandse Zee. Dit is een veel-vertakte rose-gekleurde hydroïdpoliep, tot 15 cm hoog met opvallende geringde stammen en takken. Elke tak eindigt met een cluster van knobbelige tentakels. Het kan worden gevonden in diepe rotspoelen en gehecht aan grote zeewieren.